# Glaziellaceae
Glaziellaceae es una familia de hongos perteneciente al orden Pezizales. Contiene únicamente al género monotípico Glaziella. La especie tipo Glaziella vesiculosa, inicialmente recogida en Cuba, fue incluida en el género Xylaria por Millas Joseph Berkeley y Moisés Ashley Curtis en 1869. Una década más tarde, Berkeley describió el género Glaziella para contener un espécimen recogido en Brasil, olvidando al parecer que lo había denominado anteriormente Xylaria aurantiaca.